# RG-1
Pour les articles homonymes, voir RG1.

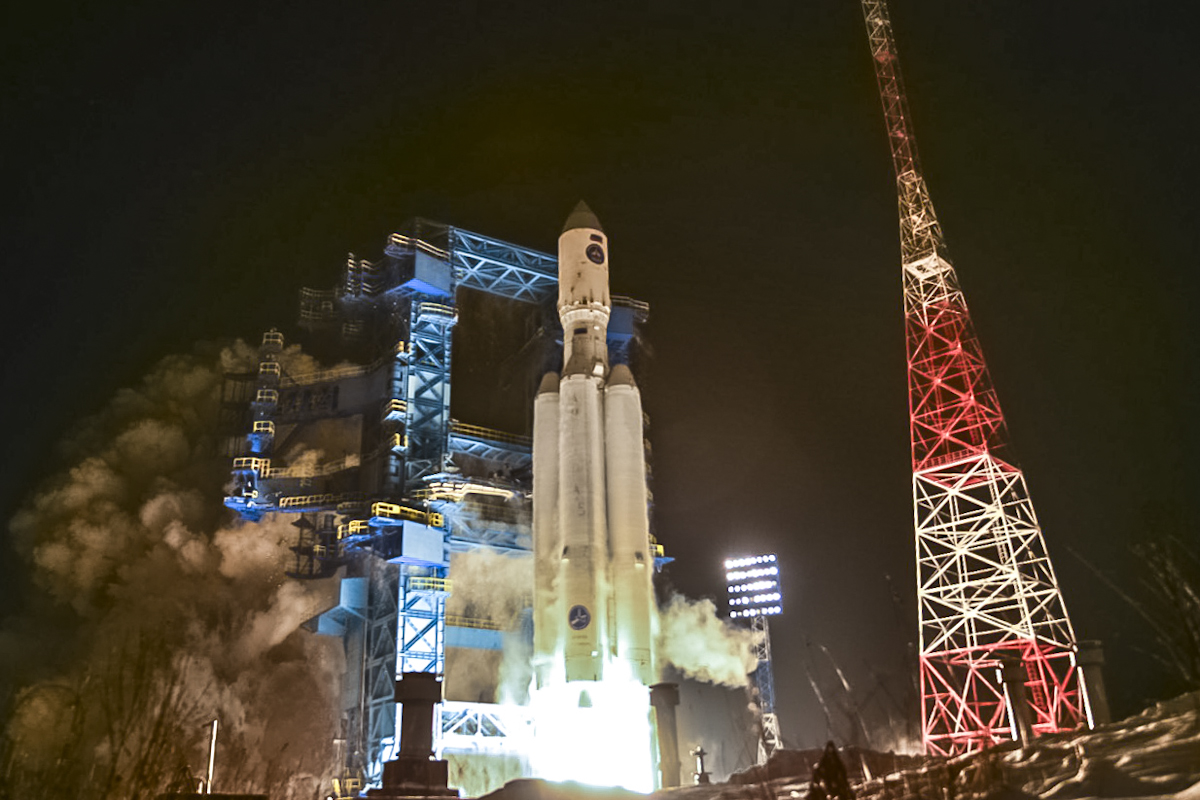
Décollage du lanceur Angara A5, utilisant comme carburant du kérosène de grade RG-1

Le RG-1 (russe : РГ-1), également appelé naphtyle (russe : нафтил), est un grade de kérosène développé pour le secteur aérospatial par l'Union Soviétique, et aujourd'hui utilisé couramment sur les lanceurs spatiaux russes. Brûlé avec du dioxygène liquide, il est l'un des deux grades de kérosènes utilisés dans le secteur spatial, aux côtés du grade T-1. Contrairement aux kérosènes classiques, il se distingue dans sa composition par l'ajout de divers polymères permettant d'améliorer ses propriétés.

## Propriétés et production
Il s'agit d'un kérosène, c'est-à-dire un mélange d'hydrocarbures, dont la densité est de 0,848 à 0 °C. Son surnom « naphtyle » lui vient de l'ajout de divers polymères, conférant au kérosène une très haute teneur en composés naphtylés (légèrement au-dessus de 51%), ce qui a permis d'atteindre une densité supérieure à l'autre grade utilisé dans le secteur spatial en URSS puis en Russie, le T-1, ainsi que d'avoir un plus grand pouvoir calorifique, étant donc bien plus performant, cela au détriment du coût plus élevé de sa fabrication. Il est également ajouté durant la production une très faible quantité d'IONOL, un additif antioxydant. La formule brute moyenne du kérosène est C12,79H24,52.
Le kérosène RG-1 est produit par la Compagnie Pétrochimique d'Angarsk, une filiale de Rosneft, qui est l'unique producteur de ce grade dans le monde. Une fois fabriqué, le carburant peut être stocké pendant 10 ans. Comme tous les kérosènes, le grade RG-1 est toxique, pouvant provoquer des troubles du système nerveux s'il est ingéré, il est également irritant pour les muqueuses et voies respiratoires. En Russie, la concentration admissible dans l'air en zone de travail est de 300 mg/m−3.

## Historique et utilisation

### Développement du RG-1

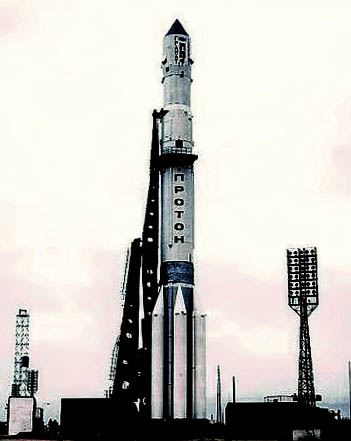
Lanceur Proton équipé d'un étage supérieur dérivé du Bloc D, propulsé au kérosène RG-1

Lors du développement des premiers lanceurs orbitaux soviétiques fonctionnant au kérosène, il fut choisi le grade T-1 pour les propulser, un kérosène simple, déjà éprouvé et connu de par son utilisation sur certains avions, et peu cher. C'est ainsi ce dernier qui propulsera les missiles R-7, et les lanceurs qui en seront dérivés (dont Spoutnik, qui enverra le premier satellite de l'Histoire en orbite, Vostok ou Soyouz), ce jusqu'aujourd'hui. Toutefois, le T-1 montre rapidement ses limites lorsque le développement de moteurs et lanceurs plus puissants. S'il est peu cher, peu toxique, et disponible en grande quantité, les composés soufrés qu'il contient provoquent des dépôts sur les surfaces des tuyauteries. De plus, le T-1 est un assez mauvais caloporteur, ces deux facteurs compliquant de fait l'utilisation de ce kérosène pour le refroidissement régénératif (en) des moteurs. L'utilisation de ce grade est donc limité aux moteurs à cycle générateur de gaz, possédant une pression relativement faible en chambre de combustion (≤ 70 kgf.cm2).
Il fut ainsi rapidement décidé le développement d'un nouveau grade de kérosène, le RG-1 (parfois surnommé « naphtyle »), mieux adapté aux évolutions prévues des caractéristiques des moteurs qui serviront notoirement pour le programme lunaire habité soviétique. Il s'agit d'un kérosène modifié auquel des polymères et divers additifs sont ajoutés, afin d'accroître sa densité (0,848 contre 0,824 pour le T-1, à 0 °C), et ses performances énergétiques. C'est ce nouveau grade qui fut choisi sur les autres lanceurs soviétiques puis russes utilisant du kérosène (Proton, sur son étage supérieur Bloc D et ses dérivés, le lanceur lunaire N-1, Zenit, les blocs latéraux d'Energuia ou Angara). Durant les années 70, si le grade RG-1 a été généralisé sur tous les nouveaux lanceurs, l'utilisation du grade T-1 persiste sur le lanceur Soyouz-U, et les autres fusées dérivées du missile R-7. Il avait ainsi été envisagé d'uniformiser les kérosènes, et de transférer ces lanceurs au grade RG-1, plusieurs essais ayant alors été réalisés sur des moteurs RD-107 de Soyouz-U modifiés. Bien que les essais n'aient pas rencontré de problèmes techniques, aucune amélioration de l'impulsion spécifique des moteurs n'a été notée. Le RG-1 étant plus cher, complexe à produire, et préparé uniquement pour ses applications aérospatiales, décision fut prise d'abandonner cette transition, le grade T-1 continuant ainsi d'être utilisé sur ces lanceurs.

### Développement de la syntine
Durant les années 80, la production industrielle d'un carburant de synthèse, la syntine (1,2-dicyclopropyl-1-méthylcyclopropane), fut lancée, devant remplacer l'utilisation de kérosène « standard » pour certaines applications. Elle remplaça notamment partiellement le grade T-1 sur le lanceur Soyouz-U2, afin d'améliorer sa capacité d'emport, pour pouvoir continuer à envoyer le vaisseau habité Soyouz de manière optimale en orbite. Certains vols des versions dérivées du Bloc D, étage supérieur volant alors sur le lanceur Proton, utilisèrent également ce nouveau carburant à la place du grade RG-1 afin d'améliorer la capacité d'emport du lanceur, ce jusqu'à la fin des années 90. C'est également la syntine, et non le kérosène RG-1 qui propulsa la navette spatiale Bourane en orbite. Malgré des débuts prometteurs, l'utilisation de la syntine ne sera jamais généralisée à l'ensemble des lanceurs fonctionnant au kérosène d'URSS. En effet, son coût élevé, son utilisation spécifique au secteur aérospatial, et sa synthèse assez complexe comparée à la simple production de kérosène limita son déploiement. La crise économique suivant la chute de l'URSS mis en faillite en 1994 la compagnie produisant la syntine, la PO Salavatnefteorgsintez (ru) (russe : Салаватнефтеоргсинтез), qui était la seule société produisant de la syntine de manière industrielle au monde. Les stocks restants seront utilisés pour les derniers vols de Soyouz-U2, ainsi que certains lancements de Proton dans les mois et années qui suivirent. La syntine ne fut pas le seul carburant de synthèse développé durant cette période, les chimistes soviétiques s'intéressant à bien d'autres substances, dont le boktane, qui aurait dû permettre d'atteindre des performances comparables à celles de la syntine, en réduisant son coût, et sa complexité de fabrication. Ces développements n'atteignirent jamais le stade opérationnel à la suite de la crise économique suivant la chute du pays.

### Introduction du grade RG-1 sur le lanceur Soyouz

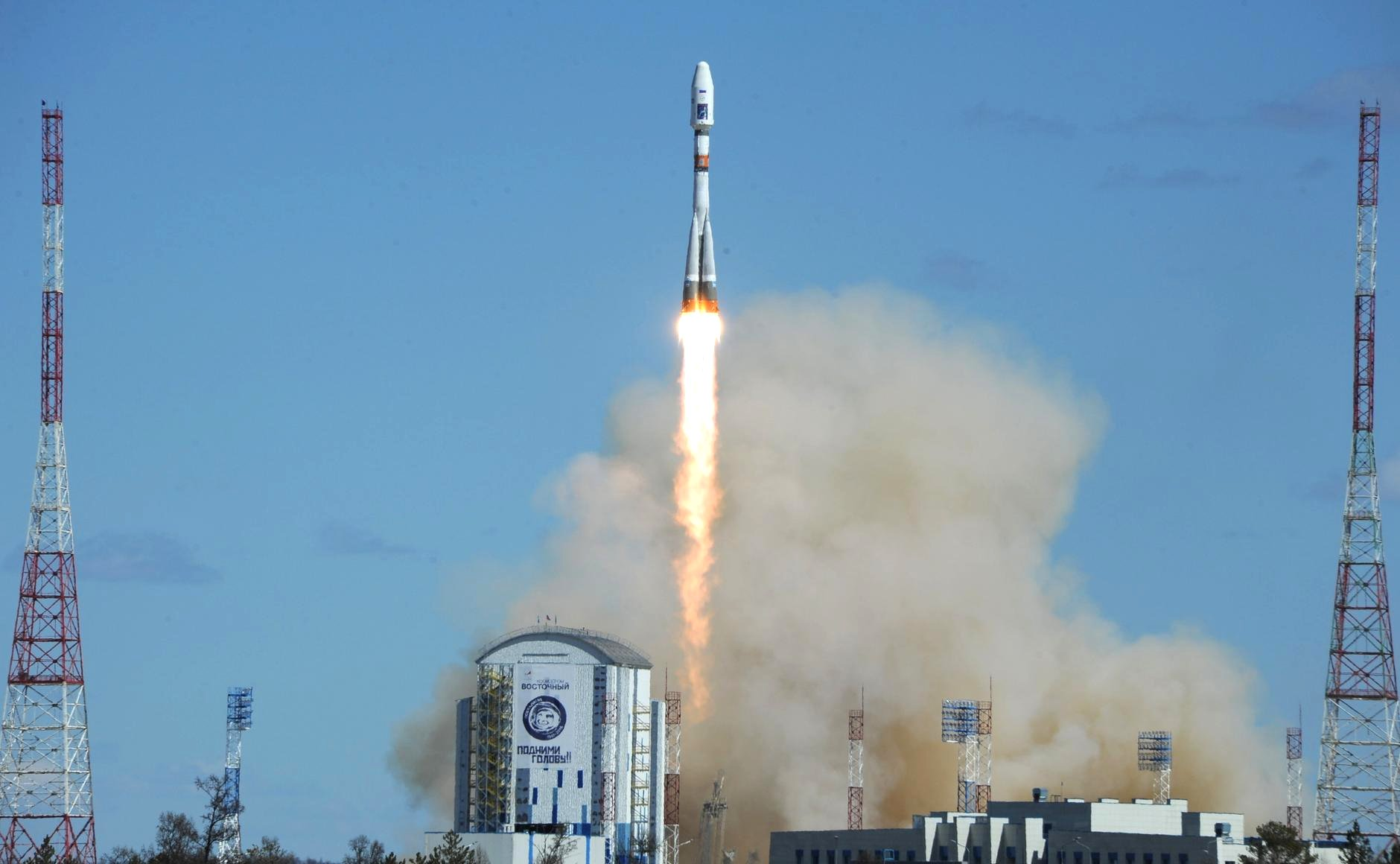
Décollage d'un lanceur Soyouz-2.1a depuis le nouveau cosmodrome de Vostotchnyi

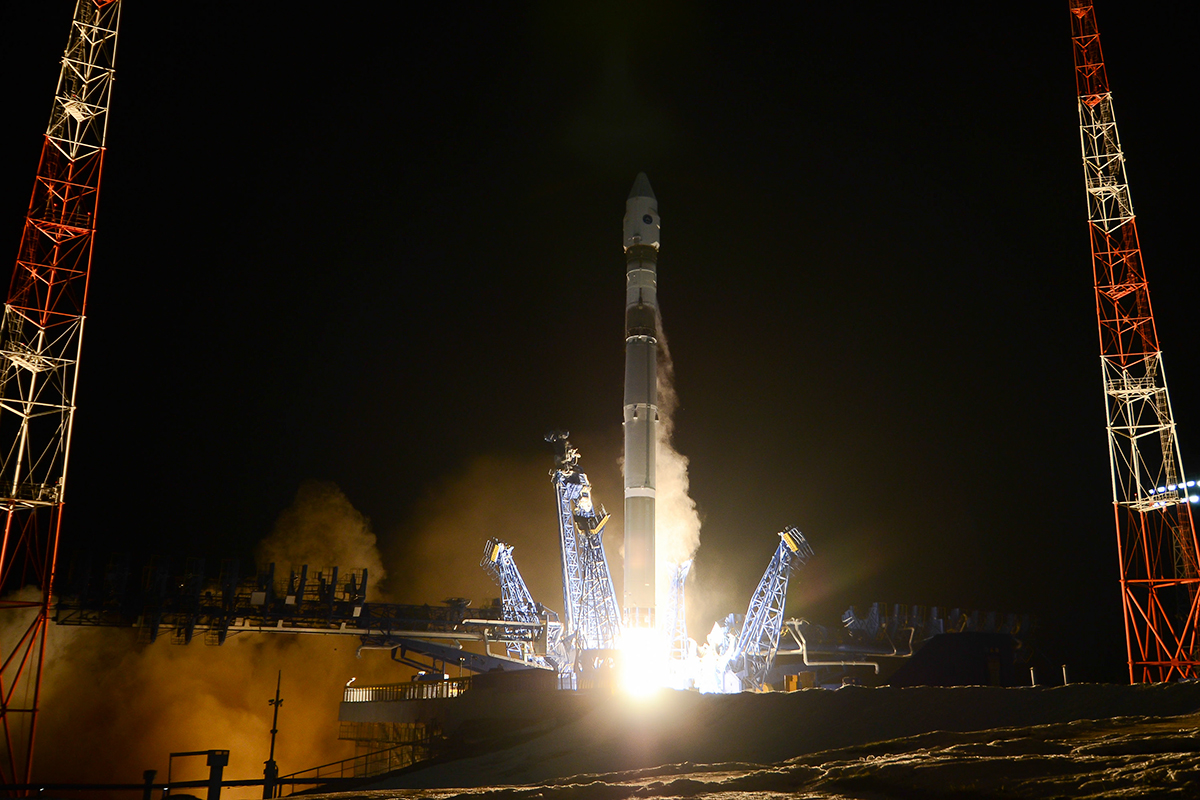
Décollage d'un lanceur Soyouz-2.1v depuis le cosmodrome de Plesetsk

Durant les années 90 et le début des années 2000, la nouvelle fédération de Russie se concentre sur le développement d'une version améliorée, et moderne de leur lanceur phare Soyouz, qui permettra à terme une mise à la retraite des quelques versions qui étaient alors en service simultanément (Soyouz-U, Soyouz-FG, Molniya). Ce nouveau lanceur, dénommé Soyouz-2, possède notamment des contrôles de vol entièrement numériques, permettant une plus grande stabilité et une meilleure précision durant le vol, autorisant ainsi l'emploi de coiffes plus larges, pour emporter des satellites plus volumineux. Cette nouvelle version sera déclinée en plusieurs sous-versions. Les lanceurs Soyouz-2.1a et ST-A reprennent l'architecture générale de Soyouz-FG, avec notamment l'utilisation sur le troisième étage du moteur RD-0110, utilisé depuis les années 60. Ces deux versions utilisent du kérosène de grade T-1 sur tous leurs étages, comme les versions précédentes.
Les versions Soyouz-2.1b et ST-B diffèrent notoirement par le moteur du troisième étage (le Bloc I), utilisant désormais un moteur RD-0124, nouvellement développé. Ces versions possèdent une capacité d'emport grandement améliorée comparées à celles de Soyouz-2.1a et ST-A (environ 1 200 kg supplémentaires vers l'orbite basse), notamment grâce à ce nouveau moteur, développé pour servir à la fois sur le programme de lanceurs Angara de nouvelle génération, ainsi que sur Soyouz. C'est un moteur à cycle à combustion étagée, plus efficace que les moteurs à cycle générateur de gaz précédemment utilisés sur les lanceurs Soyouz. Le kérosène de grade T-1, adapté uniquement pour cette dernière catégorie de moteurs, ne peut donc pas être utilisé pour le RD-0124. Il sera ainsi décidé d'utiliser à la place du kérosène de grade RG-1, déjà utilisé sur les autres lanceurs russes fonctionnant au kérosène, présentant de bien meilleures performances. Les étages inférieurs du lanceurs continueront toutefois d'utiliser du kérosène T-1 standard, seul le Bloc I diffèrera. Le premier vol d'un lanceur Soyouz-2 équipé de ce nouveau moteur, et de kérosène RG-1, eu lieu le 27 décembre 2006.
En 2013, une nouvelle version légère entre en service, Soyouz-2.1v, présentant une architecture s'éloignant complètement de l'architecture historique des lanceurs Soyouz, sans filiation directe. Les blocs inférieurs, fonctionnant grâce aux moteurs RD-107/108 historiques ont ainsi été remplacés par un unique étage, fonctionnant lui avec un moteur à combustion étagée NK-33A, moteurs construits par dizaines pour le programme lunaire habité soviétique, avant d'être remisés. Le Bloc I est lui similaire à celui utilisé sur Soyouz-2.1b, et utilise le nouveau moteur RD-0124, fonctionnant au grade RG-1.

### Généralisation du grade RG-1
En 2014, le lanceur russe Angara de nouvelle génération effectue ses premiers vols inauguraux. Cette famille de fusées doit à terme remplacer plusieurs anciens lanceurs, dont Proton, qui utilisaient majoritairement des ergols hypergoliques, là où Angara utilise exclusivement du kérosène de grade RG-1 comme carburant.
Sur le lanceur Soyouz, malgré l'introduction de versions utilisant partiellement le grade RG-1, l'utilisation du kérosène T-1 persiste, notamment pour des raisons financières. Toutefois, le champ pétrolier d'où est extrait le T-1 se tarit peu-à-peu, forçant l'agence spatiale russe à entamer une transition totale des lanceurs Soyouz vers le grade RG-1. En mars 2019, Rostec annonça l'achèvement des essais moteurs des RD-107A et RD-108A, équipant les blocs inférieurs du lanceur, fonctionnant au nouveau grade RG-1,. Fin 2021, il fut annoncé que le cosmodrome de Vostotchnyi, dans l'Extrême-Orient russe, allait entamer une transition globale vers le grade RG-1, la première Soyouz dérivant du missile R-7 historique n'utilisant que ce grade de kérosène décolla le 22 octobre 2022,.
À ce jour, les cosmodromes de Baïkonour, Plesetsk et le pas-de-tir du centre spatial guyanais n'ont pas entamé de transition complète vers le grade RG-1, les Soyouz décollant de ces bases continuant à utiliser le kérosène T-1.